# Wydział Teologii Uniwersytetu Warmińsko-Mazurskiego
Wydział Teologii Uniwersytetu Warmińsko-Mazurskiego w Olsztynie – jeden z piętnastu wydziałów Uniwersytetu Warmińsko-Mazurskiego w Olsztynie.

## Historia Wydziału
Wydział Teologii powstał 1 września 1999 wraz z utworzeniem Uniwersytetu Warmińsko-Mazurskiego w Olsztynie. Kongregacja ds. Wychowania Katolickiego Stolicy Apostolskiej 15 sierpnia 1999 roku erygowała Wydział Teologii na bazie Warmińskiego Instytutu Teologicznego, którego początki sięgają 1980. Jego pierwszym dziekanem został ks. Alojzy Szorc. Do grupy najwcześniej zatrudnionych nauczycieli akademickich należeli m.in. ks. Stanisław Bafia, ks. Marian Borzyszkowski, ks. Wiesław Jerzy Gogola, bp Jacek Jezierski, ks. Andrzej Kopiczko, ks. Władysław Kowalak, ks. Antoni Misiaszek, ks. Władysław Nowak, ks. Tadeusz Rogalewski, ks. Alojzy Szorc, ks. Józef Turek, ks. Edward Warchoł, ks. Waldemar Wesoły, bp Julian Wojtkowski, ks. Henryk Damian Wojtyska, ks. Henryk Zimoń.
W 2000 Wydział Teologii otrzymał uprawnienia do nadawania stopnia naukowego doktora nauk teologicznych w dyscyplinie teologia, a w 2007 utworzono na nim nowy kierunek – nauki o rodzinie. W tym samym roku wydział otrzymał uprawnienia do nadawania stopnia naukowego doktora habilitowanego nauk teologicznych i utworzył stacjonarne studia doktoranckie.

## Czasopismo Wydziału
W Wydziale wydawane jest czasopismo naukowe Studia Warmińskie.

## Kierunki kształcenia
Dostępne kierunki:
- Nauki o rodzinie (studia I i II stopnia)
- Teologia (studia jednolite magisterskie)

## Poczet dziekanów
1. ks. prof. dr hab. Alojzy Szorc (1999–2002)
2. ks. prof. dr hab. Cyprian Rogowski (2002–2008)
3. ks. dr hab. Piotr Duksa (2008–2014)
4. ks. dr hab. Jacek Pawlik (2014–2016)
5. ks. dr hab. Marek Żmudziński (od 2016)

## Władze wydziału
W kadencji 2024–2028:
| Stanowisko                 | Imię i nazwisko              |
| -------------------------- | ---------------------------- |
| Dziekan                    | ks. dr hab. Marek Żmudziński |
| Prodziekan ds. kształcenia | ks. dr Zdzisław Kieliszek    |
| Prodziekan ds. studentów   | dr Sylwia Mikołajczak        |

## Struktura organizacyjna
| Katedra                                                         | Kierownik                                  |
| --------------------------------------------------------------- | ------------------------------------------ |
| Katedra Filozofii i Prawa Kanonicznego                          | ks. prof. dr hab. Lucjan Świto             |
| Katedra Teologii Fundamentalnej, Dogmatycznej i Nauk Biblijnych | dr hab. Katarzyna Parzych-Blakiewicz       |
| Katedra Teologii Pastoralnej i Katechetyki                      | prof. dr hab. Anna Zellma                  |
| Katedra Teologii Moralnej i Nauk o Rodzinie                     | ks. prof. dr hab. Marian Szczepan Machinek |